# روندو (نمط)

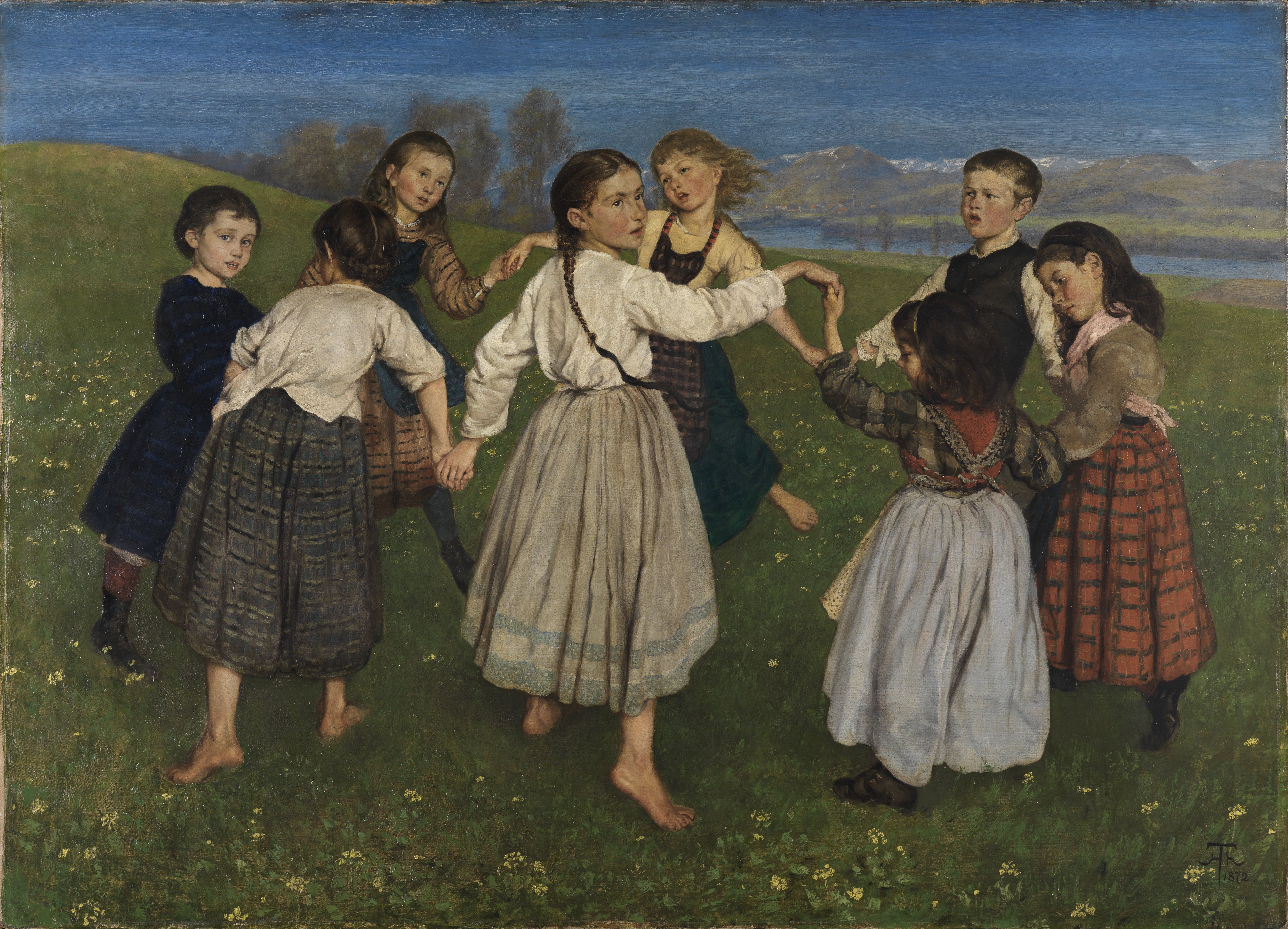
هانز توما - كيندريجن

نمط روندو (بالإنجليزية: rondo)، هو أحد القوالب الموسيقية الاربعة التي يعزفها الأوركسترا في السيمفونية الموسيقية: النمط ثلاثي (بالإنجليزية: Ternary)، نمط سوناتا (بالإنجليزية: sonata)، نمط المنويت (بالفرنسية: minuet).